# The Invasion of Time
The Invasion of Time (L'invasion du temps) est le quatre-vingt-dix-septième épisode de la première série de la série télévisée britannique de science-fiction Doctor Who. Dernier épisode de la quinzième saison, il fut originellement diffusé en six parties du 4 février au 11 mars 1978 et marque le départ du personnage de Leela incarnée par Louise Jameson.

## Accroche
Devenu président de Gallifrey, le Docteur semble ouvrir une brèche pour une invasion des extra-terrestres Vardans. Obligé de laisser Leela de côté, loin du Capitole, celle-ci se lie d'amitié avec une bande de seigneurs du temps déclassés vivant loin de la civilisation.

## Distribution
- Tom Baker — Le Docteur
- Louise Jameson — Leela
- John Leeson —  Voix de K-9
- John Arnatt — Le Chancellier Borusa
- Milton Johns — Le Castellan Kelner
- Chris Tranchell — Andred
- Charles Morgan — L'Huissier d'Or
- Hilary Ryan — Rodan
- Dennis Edwards — Lord Gomer
- Reginald Jessup — Lord Savar
- Michael Harley — Garde du corps
- Eric Danot — Garde du castellan
- Christopher Christou — Garde
- Max Faulkner — Nesbin
- Ray Callaghan — Ablif
- Michael Mundell — Jasko
- Gai Smith — Presta
- Stan McGowan, Tom Kelly — Les Vardans
- Derek Deadman — Stor
- Stuart Fell — Le Sontarien

## Résumé
Après avoir rencontré un groupe d'extra-terrestre, le Docteur revient sur Gallifrey avec Leela et K-9. Il se montre d'ailleurs très distant avec Leela et relativement arrogant, demandant à être conduit auprès du chancellier Borusa lors de son arrivée. Le Docteur déclare qu'il est président de Gallifrey, son ancienne candidature au poste n'ayant pas trouvé de concurrent. Le Docteur est donc officiellement intronisé comme tel, mais lorsqu'il revêt la couronne qui contient la matrice, celle-ci réagit de façon négative et l'électrocute.
Amené à la chancellerie afin de se reposer, le Docteur ordonne que Leela soit chassée en vertu de la loi selon laquelle les étrangers ne sont pas admis dans le Capitole. Elle parvient à se cacher, mais poursuivie par les gardes, elle parvient à se retrouver près de la loge de Rodan, une garde chargée de surveiller l'extérieur de la planète, qui va la cacher. Se retirant dans le TARDIS, le Docteur effectue différents calculs informatiques grâce à l'aide de K-9 et parvient à supprimer la barrière de transduction qui protège Gallifrey. Trois extra-terrestres, les Vardans, se matérialisent sur Gallifrey, au moment où le Docteur se met à pousser un rire diabolique.
Le Docteur informe finalement Borusa qu'il agit sous couverture et qu'il a laissé les Vardans rentrer afin de les éliminer de l'intérieur. Ceux-ci peuvent lire les pensées et c'est pour cela que le Docteur n'a pas mis Leela dans la confidence. Celle-ci s'est enfuie hors du Capitole et se retrouve avec Rodan dans un désert où vivent des seigneurs du temps rejetés, qui sont revenus à l'état sauvage. La nature guerrière de Leela les impressionnent et ils font rapidement alliance. Pendant ce temps là, dans le Capitole, le Docteur parvient à s'allier avec Borusa, ainsi qu'avec le chef des garde, Andred, qui comptait l'assassiner.
Le Docteur parvient à faire apparaître les Vardans sous leur vraie forme en créant un trou à l'intérieur du champ de force. Ils apparaissent alors sous la forme d'êtres humains ordinaires. Grâce à l'aide de K-9, il réussit à mettre leur planète dans une boucle temporelle qui les renvois hors de Gallifrey. C'est au même moment que Leela et les seigneurs du temps rejetés attaquent le Capitole. Alors qu'ils pensent que la planète est sauvée, un groupe de Sontariens fait son apparition.
Ceux-ci s'étaient servis des Vardans afin de détruire le champ de force, et envahissent Gallifrey afin de mettre la main sur le pouvoir des seigneurs du temps. Le Docteur et son équipe réussissent à s'enfuir et à rester en sécurité à l'intérieur de la salle du président. Le Docteur fait avouer à Borusa le lieu où se trouve la grande clé de Rassilon, un objet important pour la réussite de leur plan. Attaqués par les Sontariens, le Docteur et ses alliés trouvent refuge dans le TARDIS. Là, il confie la clé de Rassilon à Leela et grâce à Rodan, le champ de force autour de la planète est maintenu. Assistés du Castellan Kelner, les Sontariens entrent dans le TARDIS et le Docteur et ses compagnons sont obligés de se perdre à travers les couloirs labyrinthiques du vaisseau.
Isolant Rodan et K-9 dans un atelier, le Docteur hypnotise celle-ci afin qu'elle fabrique un objet interdit, le Fusil à Dématérialisation. Celui-ci est alimenté par la clé de Rassilon et permet d'effacer ses victimes du temps lui-même. Armé du fusil, le Docteur se confronte au chef des Sontariens, Stor, dans la salle du Panopticon alors que celui-ci tente de détruire l'œil d'harmonie avec une bombe, ce qui aurait pour effet de détruire la race des seigneurs du temps. Le Docteur l'en empêche par un tir du fusil, effaçant Stor, la bombe et le fusil lui-même tout en faisant oublier les événements au Docteur. Kelner est arrêté et Borusa commence à reconstruire Gallifrey. Au moment de partir, Leela apprend au Docteur qu'elle souhaite rester avec le commandant Andred dont elle est amoureuse, et K-9 souhaite rester auprès d'elle.

### Continuité
- L'épisode suit les événements de « The Deadly Assassin » dans lequel le Docteur se présentait à la présidence afin de faire échouer une tentative d'assassinat. Borusa est passé de cardinal à chancelier et l'acteur qui l'incarne a changé (ce qui laisse à penser qu'il s'est régénéré).
- On revoit la race des Sontariens pour la troisième fois après « The Time Warrior » et « The Sontaran Experiment. »
- C'est l'un des rares épisodes où l'on voit le Docteur abattre un ennemi de sang froid.
- Dans « Le Nom du Docteur », on apprend qu'une des versions de Clara Oswald était présente dans le capitole lors des événements.
- Dans l'épisode « Arc of Infinity », le Docteur demande des nouvelles de Leela et l'on apprend qu'elle est heureuse. Le personnage reviendra dans un roman dérivé de la série ainsi que dans des pièces audiophoniques autour de la planète Gallifrey.
- On entend une nouvelle fois le Docteur siffler la Colonel Bogey March
- À la fin de l'épisode, K-9 reste sur Gallifrey avec Leela et est remplacé dans la série par une nouvelle version, nommée K-9 Mark II.

## Production

### Écriture
À l'origine, le dernier épisode de la saison devait être un épisode scénarisé par David Weir, intitulé “Killers Of The Dark”, un épisode ambitieux racontant la rencontre entre le Docteur et des Hommes chats liés à Gallifrey. Commissionné le 17 juillet 1977, l'épisode fut abandonné quelques mois plus tard lorsque le producteur Graham Williams et le réalisateur Gerald Blake s'aperçurent assez vite que l'épisode serait bien trop cher à produire (Celui-ci incluant une scène où les hommes-chats remplissent un stade entier.) Graham Williams et le script-éditor (responsable des scénarios) Anthony Read écrivent alors un scénario en catastrophe, sous le pseudonyme de David Agnew, les règles de la série interdisant à l'époque qu'un producteur puisse écrire des scénarios pour sa série.
L'idée originale de Williams étant d'écrire une suite à « The Deadly Assassin » qui était un épisode qui l'avait particulièrement impressionné et de plus, situer l'aventure sur Gallifrey permettait d'économiser de l'argent en recyclant les costumes. Un temps nommé « The Invaders Of Time » (« Les envahisseurs du temps ») le script trouve rapidement son titre final. Le scénario de l'épisode est construit sur un épisode en 4 parties relancé par deux nouvelles parties qui modifient la donne, une technique utilisée pour des épisodes comme « The Seeds of Doom » et « The Talons of Weng-Chiang ». Ils s'assurent aussi avec le scénariste Robert Holmes de pouvoir réutiliser la race des Sontariens, qu'il avait inventé pour l'épisode de 1973, « The Time Warrior ».
À la suite d'un mouvement de grève, l'épisode n'eut le droit qu'à un seul bloc de tournage en studio, contrairement aux trois alloués ordinairement pour ce type d'épisodes. Même si la BBC alloua à l'équipe d'autre lieu de tournage, il fut décidé de faire de l'économie sur les décors, le scénario se concentre sur l'intérieur du TARDIS dont les couloirs pourraient volontairement tous se ressembler. Durant son écriture, l'épisode connaît de nombreux changements, ainsi, il était expliqué que les seigneurs du temps ne sont pas natifs de Gallifrey et que sa population originale est composée des indigènes que Leela croise à l'extérieur de la ville. De plus, il était raconté que la nomination du Docteur en tant que président avait engendré une guerre civile et Andred devait être à l'origine le membre d'une faction opposée à celui-ci.
Malgré l'enthousiasme que Williams portait envers le personnage de Leela, Louise Jameson décida de ne pas signer pour une seizième saison. L'écriture de son départ fut effectuée de manière abrupte afin de pouvoir changer cette scène au cas où l'actrice changerait d'avis. Celle-ci avoua être déçu par ce retournement impromptu, trouvant qu'une mort aurait été plus appropriée au caractère du personnage. Même si l'idée avait été évoquée, Williams et Read craignaient que cela soit trop traumatisant pour les jeunes enfants et trop noir pour une fin de saison.

### Casting
- Angus Mackay, qui jouait Borusa dans « The Deadly Assassin » n'étant pas disponible, il fut remplacé par John Arnatt, entamant une tradition selon laquelle Borusa n'est jamais joué par le même acteur.
- Milton Johns avait joué le rôle de Theodore Benik dans « The Enemy of the World » et celui de Guy Crayford dans « The Android Invasion ».
- Christopher Tranchell avait joué Roger Colbert dans « The Massacre of St Bartholomew's Eve » et Jenkins dans « The Faceless Ones ».

### Tournage
Le réalisateur engagé pour cet épisode fut Gerald Blake qui avait tourné « The Abominable Snowmen » dix ans auparavant.
Le tournage débuta par des plans de maquette les 1er et 2 novembre 1977 dans les studios de Bray. Le tournage en studio eut lieu du 6 au 8 novembre 1977 au studio 8 du Centre télévisuel de la BBC par l'enregistrement des scènes se déroulant dans la salle de commande du TARDIS, dans la salle du Panopticon, à l'extérieur du TARDIS et dans les salles de guerre des Vardans.
Les tournages en extérieur eurent lieu le 14 novembre à la carrière de Beachfields dans le Surrey. Les scènes se déroulant dans les couloirs du TARDIS et dans le Capitole furent tournées du 15 au 17 novembre à l'hôpital St Anne dans le Surrey. Les scènes dans la piscine du TARDIS furent tournées au British Oxygen Building de Londres le 18 novembre. Au cours de ce tournage, l'un des comédiens jouant le Sontarien fait une mauvaise chute, liée au manque de visibilité de son casque. Cette scène est visible dans l'épisode. Le tournage fut bouclé par d'autres sessions à St Anne, du 5 au 9 décembre 1977, puis du 12 au 16 décembre.

## Diffusion et Réception
| Épisode                                                                                          | Date de diffusion | Durée | Téléspectateurs en millions | Archives            |
| ------------------------------------------------------------------------------------------------ | ----------------- | ----- | --------------------------- | ------------------- |
| Épisode 1                                                                                        | 4 février 1978    | 25:00 | 11,2                        | Bandes couleurs PAL |
| Épisode 2                                                                                        | 11 février 1978   | 25:00 | 11,4                        | Bandes couleurs PAL |
| Épisode 3                                                                                        | 18 février 1978   | 25:00 | 9,5                         | Bandes couleurs PAL |
| Épisode 4                                                                                        | 25 février 1978   | 23:31 | 10,9                        | Bandes couleurs PAL |
| Épisode 5                                                                                        | 4 mars 1978       | 25:00 | 10,3                        | Bandes couleurs PAL |
| Épisode 6                                                                                        | 11 mars 1978      | 25:44 | 9,8                         | Bandes couleurs PAL |
| Diffusé en six parties du 4 février au 11 mars 1978, l'épisode fit un très bon score d'audience. |                   |       |                             |                     |

À la suite de la diffusion de cet épisode le producteur Graham Williams fut appelé par le directeur du département des fictions de la BBC, Graeme MacDonald. Ils convinrent que cet épisode était beaucoup trop humoristique pour que l'histoire soit crédible, ce qui brisait toute tentative de tension dramatique. Leur décision eu un impact sur le futur de la série, où chaque trait d'humour devait renforcer l'histoire et non l'amoindrir.
Pendant le hiatus entre la saison 15 et la saison 16, la publication comic-book de Doctor Who, continuera toutes les semaines dans le magazine "Tv Comic" avec John Canning aux dessins. Toutefois à partir du mois de juillet, les récits originaux sont arrêtés pour être remplacés par des rééditions d'aventures des précédents Docteur dont la tête de Tom Baker a été redessinée par-dessus. Leela est encore dessiné comme étant l'assistante du Docteur dans un volume du Doctor Who Annual 1979.

### Critiques
En 1995 dans le livre « Doctor Who : The Discontinuity Guide », Paul Cornell, Martin Day, et Keith Topping estiment que l'épisode marche « raisonnablement bien » même si l'apparence des Vardans semble « ridicule ». Les auteurs de « Doctor Who : The Television Companion » (1998) trouvent que l'histoire est « assez en bazar ». Même si les effets spéciaux tiennent encore le coup, ils estiment que l'épisode manque de bon personnages, que Tom Baker est dans sa « partie basse » et ils critiquent les « pathétiques » Vardans.
En 2010, Mark Braxton de Radio Times semble aussi désappointé, trouvant de nombreux « passages ineptes ». Il critique aussi la façon dont Leela est écrite durant l'épisode ainsi que son départ soudain. John Sinnott du site DVD Talk est bien plus positif, donnant à l'épisode la note de 4 sur 5. Il accorde qu'effectivement, l'épisode est une « aventure inégale et ratée » avec des problèmes de logique dans son histoire, mais il réussit à être « idiotement drôle » et à générer une bonne performance de la part de Tom Baker. En 2010, Charlie Jane Anders du site io9 classe le cliffhanger de la fin de la deuxième partie, dans laquelle le Docteur montre qu'il est mauvais, dans sa liste des meilleurs cliffhangers de la série.

## Novélisation
L'épisode fut romancé sous le titre Doctor Who and the Invasion of Time par Terrance Dicks et publié en février 1980. Il porte le numéro 35 de la collection Doctor Who des éditions Target Book. Ce roman n'a pas connu de traduction à ce jour.

## Éditions commerciales
L'épisode n'a jamais été édité en français, mais a connu plusieurs éditions au Royaume-Uni et dans les pays anglophones.
- L'épisode est sorti en coffret deux VHS en mars 2000.
- Il eut droit à une sortie en DVD le 5 mai 2008 en Angleterre avec des effets spéciaux en image de synthèses rajoutés. L'épisode fut aussi édité dans le coffret DVD "Bred for War" regroupant les histoires de Sontariens avec l'épisode du Troisième Docteur « The Time Warrior » The Sontaran Experiment et « The Two Doctors ». L'épisode connut aussi une réédition dans le cadre des "Doctor Who DVD Files" le 10 juillet 2013. L'édition contient les commentaires audios de Louise Jameson, John Leeson, Anthony Read et Mat Irvine, un documentaire sur la création de l'épisode, la création des effets spéciaux, les auteurs et d'autres bonus.